# T'appartenir
T'appartenir je belgická divadelní hra napsaná ve francouzském jazyce. Jejími autory jsou Stéphanie Blanchoud a Claude Enuset. Kniha má 52 stran a byla vydána v Belgii v roce 2008. Její překlad do češtiny zatím neexistuje.

## Autoři
Stéphanie Blanchoud se narodila 26. září 1981. Absolvovala konzervatoř v Bruselu v roce 2003. Hraje v několika belgických divadlech, ale nejvíce ji baví psaní svých vlastních textů. Za svoji divadelní hru Dans tes bras obdržela dokonce ocenění. Hrála v divadle Théâtre des Martyrs ve hře s názvem Biographie de la Faim. V roce 2010 pak vydala svoji novou divadelní hru Timing. Stéphanie Blanchoud je také zpěvačka. V roce 2004 se účastnila několika konkurzů a ten samý rok se zúčastnila i bienále francouzské hudby. V roce 2005 již koncertovala na několika festivalech. Prozatím vydala dvě alba, která představují zajímavé spojení poetických textů s akustickou hudbou. První album s názvem A coeur ouvert vyšlo v roce 2005. Druhé album s názvem insomnies vydala v roce 2009. 
Claude Enuset je spoluautorem a také režisérem této divadelní hry. Právě režií se zabýval již dříve pro mnohá divadla.

## Divadelní hra
Hra byla uvedena na scénu v roce 2008 v belgickém divadle Le Public. Hlavní roli hrála Martine Willequet (v roli zpěvačky Glorie) a vedlejší roli hrála sama autorka dramatu Stéphanie Blanchoud (v roli novinářky). 

## Postavy
- Gloria
- Alex

Celá kniha má pouze dvě postavy. Gloria je bývalá pěvecká hvězda, která chystá comeback na scénu ve svých 58 letech. Je to postava sebejistá, arogantní a nevyrovnaná, která žije bohémským životem. Alex je mladá novinářka, která má za úkol napsat Gloriinu biografii. Jedná se o postavu povahově rozdílnou. Alex je dochvilná, puntičkářská a konzervativnější. Ústředním motivem celé knihy je vztah mezi těmito dvěma ženami, který je bližší, než by se na první pohled mohlo zdát.

## Struktura knihy a obsah díla
Drama se skládá ze třinácti scén a je proloženo několika písněmi Glorie. Příběh začíná v momentě, kdy se Alex seznamuje s Glorií a začíná psát její biografii, kterou se tato zpěvačka chystá vydat při příležitosti jejího comebacku na scénu. Gloriina sláva je založena zejména na jejím hitu T'appartenir, ale její minulost je také protkána mnohými těžkými vzpomínkami. Alex, které se práce s Glorií nezamlouvá, dává jasně najevo opovržení nad životem hvězdy, nicméně neustále po Glorii chce nějaké intimnější informace ze života. Tak se pomalu otevírají vrátka do Gloriiny minulosti. Seznamuje nás se vzpomínkou na milovaného muže jejího života, Serže. Získáváme tak poměrně přesnou představu o jejich bohémském vedení života, o jejich lásce i hádkách a také o jeho smrti. Pro Alex je to však málo a stálé naléhá, aby Gloria odhalila něco, co nikdo jiný neví. Gloria se tak rozpovídá o svém problému s alkoholem a o svém největším tajemství, že se stala matkou. Když byla na vrcholu své slávy, otěhotněla a porodila holčičku, kterou však odložila kvůli kariéře, která jí v ten moment přišla lákavější. Nakonec podle otázek novinářů, které jsou umístěny před poslední scénou, pochopíme, že Alex už zřejmě delší dobu nepsala biografii Glorie, ale jinou knihu s názvem Jsem dcera... Chápeme také, že právě Alex je odložená dcera Glorie a že kniha pojednává právě o tomto faktu. Celá hra však končí nezájmem Glorie a pravděpodobným odcizením těchto dvou žen.